# Nova science fiction
Nova science fiction, även kallad Nova, är en svensk science fiction-tidskrift som utgivits i två omgångar, först med totalt 21 nummer 1982–1987 som Nova Science Fiction av Laissez Faire Produktion AB och från 2004 av Gafiac produktion HB, Viken. Under den första utgivningsperioden redigerades tidskriften av John-Henri Holmberg och Per Insulander; sedan nystarten 2004 är John-Henri Holmberg ensam redaktör. I redaktionen sitter också Mats Dannewitz Linder, Anders Bellis, Ylva Spångberg och Amelia Andersdotter.
Nova ges ut fyra gånger om året och ett typiskt nummer är 160 sidor långt, med fokus på modern science fiction. Större delen av tidskriften tas upp av noveller, huvudsakligen översatta från engelska, men den innehåller även recensioner, ledare och ibland essäer.
Tidskriften utkommer med såväl blandade nummer som specialnummer eller specialsektioner om enskilda författarskap. 
Nummer 10/11 belyser Alice Sheldons författarskap, inklusive hennes pseudonym James Tiptree Jr.s, samt innehåller en lång översikt av science fiction skriven av kvinnliga författare.
Tidskriften innehåller även recensioner, presentationer av de publicerade novellerna och gärna långa redaktionella essäer om science fiction.
2008 förlorade Nova kulturrådets tidskriftsstöd. Vid den europeiska sf-kongressen Eurocon 2009 tilldelades Nova science fiction priset till bästa europeiska sf-tidskrift.
Tidskriften marknadsförs som Skandinaviens största tidskrift om och för science fiction, och räknar sig som en av de fyra professionella svenska tidskrifterna inom området sedan 1940, där de övriga utgörs av Häpna!, Galaxy och Jules Verne-magasinet.